# Adam Dzierżek
Adam Dzierżek herbu Nieczuja (zm. 1661) – cześnik sanocki, podczaszy sanocki, starosta żydaczowski, kasztelan rozprzański.

## Życiorys
Pochodził z wywodzącej się z Małopolski rodziny szlacheckiej Dzierżków herbu Nieczuja, był synem Jana, sędziego ziemskiego lubelskiego.
W 1611 na mocy przywileju od Zygmunta III Wazy został tenutariuszem królewskich wsi Siekuń i Suski na Wołyniu. Posiadał także majątek ziemski Piaseczno. W 1628 pełnił urząd starosty żydaczowskiego. W 1632 podpisał elekcję Władysława IV Wazy. Był cześnikiem (1643) i podczaszym sanockim (1649).
Poseł sejmiku wiszeńskiego na sejm koronacyjny 1649 roku, sejm nadzwyczajny 1652 roku, sejm 1653 roku, poseł sejmiku halickiego na sejm nadzwyczajny 1654 roku.
Związany z dworem królewskim, szczególnie ceniony był przez Jana Kazimierza, który mianował go w 1658 kasztelanem rozprzańskim. Poślubił Elżbietę z Czuryłów, stolnikównę sanocką, сórkę Mikołaja. Z tego związku małżeńskiego dzieci:
- Anna – żona Floriana Rzewuskiego, podskarbiego nadwornego koronnego
- Franciszek – łowczy żydaczowski (1672)[5].
- Jan – chorąży husarski, cześnik latyczowski, chorąży podolski.